# Notanthidium subpetiolatum
Notanthidium subpetiolatum là một loài Hymenoptera trong họ Megachilidae. Loài này được Schrottky mô tả khoa học năm 1910.